# Dow Classic 1992
Birmingham Classic 1992 — жіночий тенісний турнір, що проходив на відкритих трав'яних кортах. Належав до турнірів 4-ї категорії в рамках Туру WTA 1992. Відбувся водинадцяте і востаннє перед тим як змінити назву з "Dow Classic" на DFS, за назвою спонсора. Відбувся в Edgbaston Priory Club у Бірмінгемі (Англія) і тривав з 8 до 14 червня 1992 року.

## Учасниці
| \| Спортсменка \| Країна \| Сіяна \| \| --------------------- \| ------ \| ----- \| \| Зіна Гаррісон-Джексон \| \| 1 \| \| Наталі Тозья \| \| 2 \| \| Джиджі Фернандес \| \| 3 \| \| Лорі Макніл \| \| 4 \| \| Наталія Звєрєва \| \| 5 \| \| Бренда Шульц \| \| 6 \| \| Пем Шрайвер \| \| 7 \| \| Яюк Басукі \| \| 8 \| \| Лариса Савченко \| \| 9 \| \| Джо Дьюрі \| \| 10 \| \| Маріан де Свардт \| \| 11 \| \| Патті Фендік \| \| 12 \| \| Елна Рейнах \| \| 13 \| \| Ендо Мана \| \| 14 \| \| Кімберлі По \| \| 15 \| \| Катріна Адамс \| \| 16 \| | Нижче наведено учасниць, які отримали вайлд-кард на участь в основній сітці: - Бетсі Нагелсен - Ренне Стаббс - Клер Вуд Нижче наведено гравчинь, які пробились в основну сітку через стадію кваліфікації: - Еліз Берджін - Валда Лейк - Кеммі Макгрегор - Джулі Річардсон - Стелла Сампрас - Ширлі-Енн Сіддалл - Гайді Шпрунґ Учасниці, що отримали місце в основній сітці як щасливий лузер: - Камілл Бенджамін - Агнесе Блумберга |       |
| Спортсменка | Країна | Сіяна |
| Зіна Гаррісон-Джексон | США | 1     |
| Наталі Тозья | Франція | 2     |
| Джиджі Фернандес | США | 3     |
| Лорі Макніл | США | 4     |
| Наталія Звєрєва | СНД | 5     |
| Бренда Шульц | Нідерланди | 6     |
| Пем Шрайвер | США | 7     |
| Яюк Басукі | Індонезія | 8     |
| Лариса Савченко | СРСР | 9     |
| Джо Дьюрі | Велика Британія | 10    |
| Маріан де Свардт | ПАР | 11    |
| Патті Фендік | США | 12    |
| Елна Рейнах | ПАР | 13    |
| Ендо Мана | Японія | 14    |
| Кімберлі По | США | 15    |
| Катріна Адамс | США | 16    |

## Фінальна частина

### Одиночний розряд
Бренда Шульц —  Дженні Бірн 6–2, 6–2
- Для Шульц це був перший титул за сезон і 2-й - за кар'єру.

### Парний розряд
Лорі Макніл /  Ренне Стаббс —  Сенді Коллінз /  Елна Рейнах 5–7, 6–3, 8–6
- Для Макніл це був перший титул у парному розряді за сезон і 24-й — за кар'єру. Для Стаббс це був третій титул в парному розряді за сезон і 3-й — за кар'єру.